# Malaia (gmina)
Malaia – gmina w Rumunii, w okręgu Vâlcea. Obejmuje miejscowości Ciungetu, Malaia i Săliștea. W 2011 roku liczyła 1703 mieszkańców.